# وایکس
وایکس (به آلمانی: Weichs) یک شهر در آلمان است که در ناحیه داخاو واقع شده‌است.

## خصوصیات
وایکس ۱۸٫۷۲ کیلومترمربع مساحت دارد ۴۶۸ متر بالاتر از سطح دریا واقع شده‌است.